# Freedom Fighters
 (août 2015).
Si vous disposez d'ouvrages ou d'articles de référence ou si vous connaissez des sites web de qualité traitant du thème abordé ici, merci de compléter l'article en donnant les références utiles à sa vérifiabilité et en les liant à la section « Notes et références ».
Freedom Fighters est un jeu vidéo d'action, développé par IO Interactive, sorti sur PC, GameCube, PlayStation 2 et Xbox, en 2003.

## Scénario
Le monde de Freedom fighters est une uchronie.
Les Soviétiques ont mis fin à la Seconde Guerre mondiale en lançant une bombe A sur Berlin, gagnant la course aux armements face aux Américains.
Puis arrive la guerre froide, petit à petit, l'influence de l'Union soviétique prend de l'importance au détriment de celle des États-Unis. Des agents Manipulateurs infiltrèrent les gouvernements de l'Europe de l'Ouest et influencent leurs décision afin de rejoindre l'URSS. En 1953, l'Angleterre fut le dernier pays européen à rejoindre le bloc Soviétique. En 1961, bien que les États-Unis protestent, des missiles furent placés à Cuba par décision d'un haut membre du gouvernement soviétique qui se révèlent plus tard être un Manipulateur. En 1976, les Manipulateurs influencèrent le Premier Secrétaire de l'URSS d'envoyer des soldats pour dominer le Guatemala et le Honduras. En 1996, les Manipulateurs truquèrent les élections mexicaines pour que le gouvernement communiste contrôle le pays. En 2001, des agents Manipulateurs organisèrent un tentative d'assassinat contre le président des États-Unis afin que la dernière nation capitaliste tombe sous influence communiste mais échouent à cause d'un imprévu, En 2003, les États-Unis demeurent la seule puissance capitaliste à ne pas être sous influence soviétique. L'URSS décide d'envahir les États-Unis pour en finir avec le dernier pays encore sous l'influence du capitalisme.
Enfin, un bel été à New York, les sous-marins nucléaires russes du général Tatarin entrent dans le port de la Grosse Pomme, les rues de Manhattan sont prises d'assaut par des centaines de Soviétiques avec leur chars blindés. Au milieu de la panique, Christopher Stone, va décider de mener la résistance à l'envahisseur. Avec l'aide de Mr Jones et de Phil, ils commencent à déposer les bases d'une Résistance capable de s'opposer à l'armée rouge.
Ce scénario rappelle le point de départ du film L'Aube rouge de John Milius.

## Système de jeu
Freedom Fighters est un jeu d'action à la troisième personne. Le joueur doit reprendre différents quartiers stratégiques de New York en menant des coups d'éclats à la tête d'une équipe pouvant aller jusqu'à 12 combattants.

Un système de charisme permet au personnage de grossir ses rangs. Pour augmenter son charisme, le joueur doit mener à bien des objectifs ou soigner des civils blessés. Il dirige ses coéquipiers à l'aide d'un système relativement simple de trois ordres (attaquer, défendre ou suivre).
Le jeu propose également un mode 2 joueurs en écran splitté où le but est de conquérir et conserver le drapeau.

## À noter
Le réalisateur des musiques du jeu est Jesper Kyd, qui avait déjà composé les musiques de la série Hitman.
Après l'invasion des États-Unis par la Russie, la télévision nous informe que les nouveau-nés auront leur numéro de sécurité sociale tatoué sur leur nuque : faut-il y voir un clin d'œil à 47, le héros des Hitman, sans oublier le poster dans l'appartement d'Isabella d'un homme qui ressemble étrangement à 47 de Hitman, du même studio de développement ?

## Personnages
- Christopher Stone : Jeune Plombier et protagoniste du jeu.
- Isabella Angelina: Chef de la résistance contre l'invasion soviétique. Elle tombe amoureuse de Christopher Stones à la fin du jeu.
- Vasilij Tatarin: Général en chef des forces d'invasion soviétique à New York city. Il meurt tué par Christopher Stones pendant le jeu. Après sa mort, il devient un martyr et un héros national pour les Soviétiques qui promirent de venger la mort de leur commandant en écrasant la résistance.
- Gregory Bulba/ Mr. Jones : Colonel et chef du KGB à New York. Il fut le bras droit de Tatarin avant sa mort. Après le décès du général, il devient par la suite commandant des forces armées soviétiques à New York.
- Troy Stone: Frère de Christopher Stone et dirige la compagnie de plombier comme son frère. Il fut capturé au début du jeu par les Soviétiques mais fut libéré et rejoint la résistance par la suite. Il fut capturé une deuxième fois par les Soviétiques et fut exécuté par le général Tatarin après avoir découvert sa véritable identité.
- Tatiana Kempinski: Journaliste et animatrice du réseau de propagande soviétique SAFN (Soviet Armed Forces Network).
- Phil Bagzton: Membre de la résistance et ami de Christopher Stone. Il fut également expert en munitions pour la Résistance. Il préfère se battre plutôt que se soumettre au système soviétique.
- The Kid: Partisan de la résistance. Il est capable de voler les données secrets soviétiques dans le système informatique. Ses talents ont permis à la résistance de capturer les studios SAFN et de stopper la propagande soviétique.